# Lady Caithness

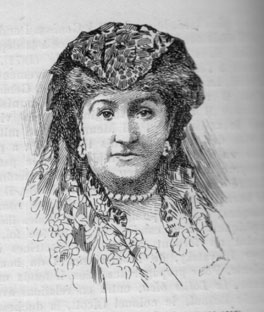
Lady Caithness

Lady Caithness (Londen, 1842 - Parijs, 1895), door huwelijk Hertogin de Pomar stichtte in 1884 in Parijs de Société Théosophique d'Orient et d'Occident, onafhankelijk van de Internationale Theosofische Vereniging, doch wel door Helena Blavatsky persoonlijk geïnspireerd.
Lady Caithness publiceerde enkele theosofische boeken:
- Fragments glanés dans la Théosophie Occulte d'Orient (1884)
- Théosophie Bouddhiste
- La Théosophie Chrétienne (1886)

Verder had ze haar eigen theosofisch maandblad L'Aurore van 1886 tot 1889.